# Schalksmühle
Schalksmühle è un comune di 10 227 abitanti della Renania Settentrionale-Vestfalia, in Germania.
Appartiene al distretto governativo (Regierungsbezirk) di Arnsberg ed al circondario della Marca (targa MK).

## Amministrazione

### Gemellaggi
- Ruhla, Turingia, Germania, dal 1990
- Bedlington, Inghilterra